# Timskij rajon
Il Timskij rajon (in russo Тимский район?) è un rajon dell'Oblast' di Kursk, nella Russia europea; il capoluogo è Tim. Istituito nel 1928, ricopre una superficie di 882 chilometri quadrati e consta di una popolazione di circa 12.000 abitanti.